# Halte-garderie

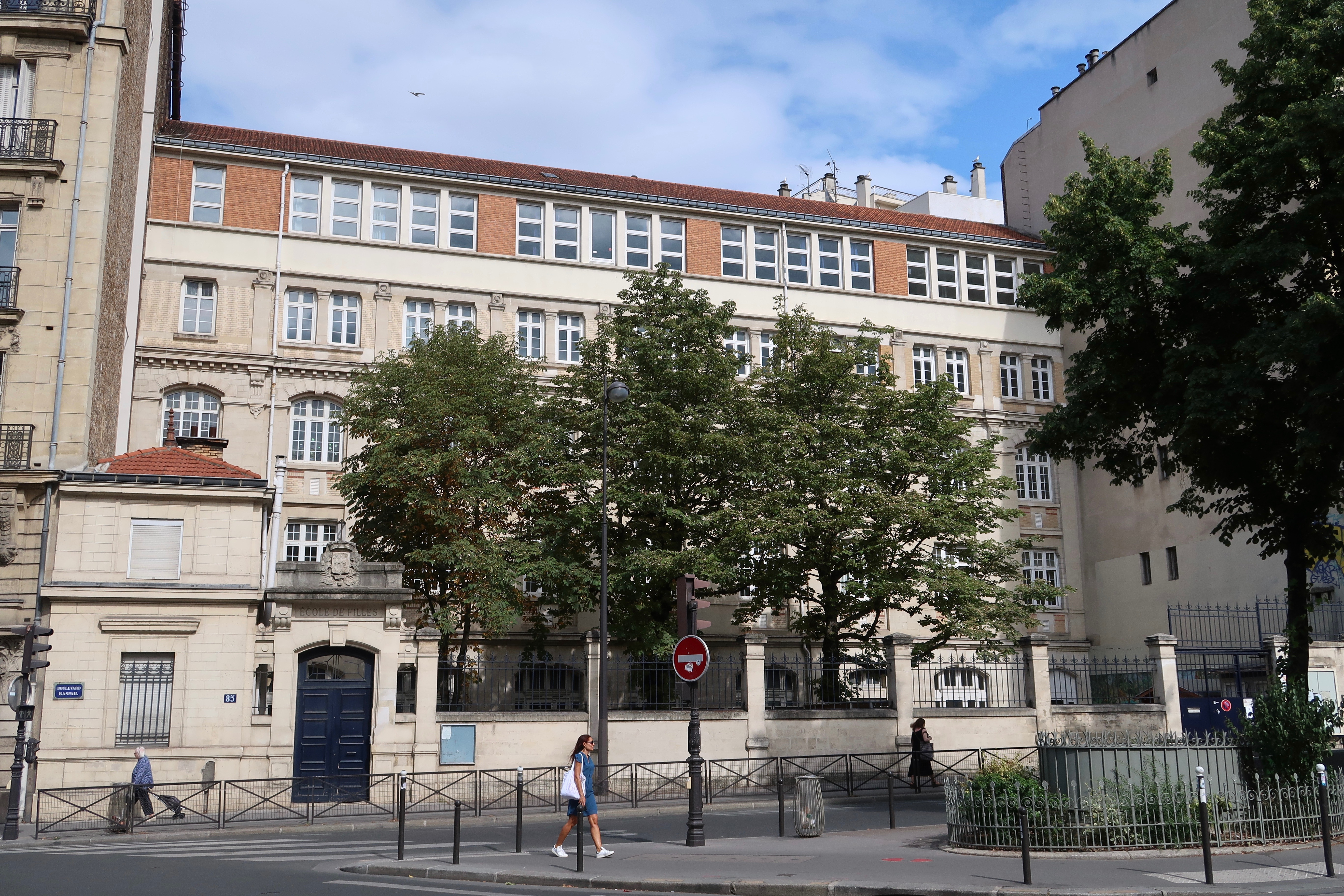
Halte-garderie boulevard Raspail, à Paris.

En France, une halte-garderie est un lieu d'accueil occasionnel et de courte durée destiné aux enfants de moins de 6 ans. L'accueil non-occasionnel peut lui être assuré par la crèche. Lorsqu'une crèche fait également office de halte-garderie, on parle alors de « multiaccueil ». 